# Nông trường Trần Phú (thị trấn)
Nông trường Trần Phú là một thị trấn nông trường thuộc huyện Văn Chấn, tỉnh Yên Bái, Việt Nam.

## Địa lý
Thị trấn Nông trường Trần Phú có vị trí địa lý:
- Phía đông bắc giáp xã Tân Thịnh
- Phía tây bắc và phía tây xã Cát Thịnh
- Phía tây nam và phía nam giáp xã Thượng Bằng La
- Phía đông nam giáp xã Minh An
- Phía đông giáp xã Chấn Thịnh.

Thị trấn Nông trường Trần Phú có diện tích 18,99 km², dân số năm 2019 là 5.132 người, mật độ dân số đạt 270 người/km².
Thị trấn nằm tại phần đông nam của huyện và có tuyến quốc lộ 32 chạy qua.

## Lịch sử
Sau chiến dịch Điện Biên Phủ, một số đơn vị quân đội Nhân dân Việt Nam ở lại làm nhiệm vụ "trừ gian, tiễu phỉ" và góp sức xây dựng các công nông trường. Năm 1967 gần 1000 cán bộ, chiến sĩ từ rất nhiều tỉnh thành khác nhau đã giải ngũ và gây dựng Nông trường chè Trần Phú (đặt theo tên tổng bí thư đầu tiên của Đảng Cộng sản Việt Nam).
Ngày 8 tháng 3 năm 1967, Bộ Nội vụ ban hành Quyết định số 87-NV về việc thành lập thị trấn Nông trường Trần Phú.
Ngày 28 tháng 4 năm 2023, UBND tỉnh Yên Bái ban hành Quyết định số 651/QĐ-UBND về việc công nhận thị trấn Nông trường Trần Phú là đô thị loại V.

## Kinh tế
Nền kinh tế của thị trấn phụ thuộc vào nông nghiệp, trong đó cây chè là chủ lực, cây cam là thế mạnh và chú trọng phát triển chăn nuôi. Toàn thị trấn có 566 ha chè, sản lượng chè búp tươi mỗi năm đạt gần 5.000 tấn, ngoài ra còn có 123 ha cam với sản lượng đạt 1.800 tấn quả mỗi năm, thị trấn có khoảng 350 hộ nuôi ba ba và mỗi năm mang lại cho nhân dân trên 5 tỷ đồng Riêng năm 2010, tổng sản lượng cam của thị trấn đạt 1.800 tấn, thu về gần 16 tỷ đồng